# Jbala, Hish
Jbala, Hish (tiếng Ả Rập: جبالا الشرقية) là một ngôi làng Syria nằm ở Hish Nahiyah ở huyện Maarrat al-Nu'man, Idlib. Theo Cục Thống kê Trung ương Syria (CBS), Jbala, Hish có dân số 332 trong cuộc điều tra dân số năm 2004.